# Arkadij Morkov

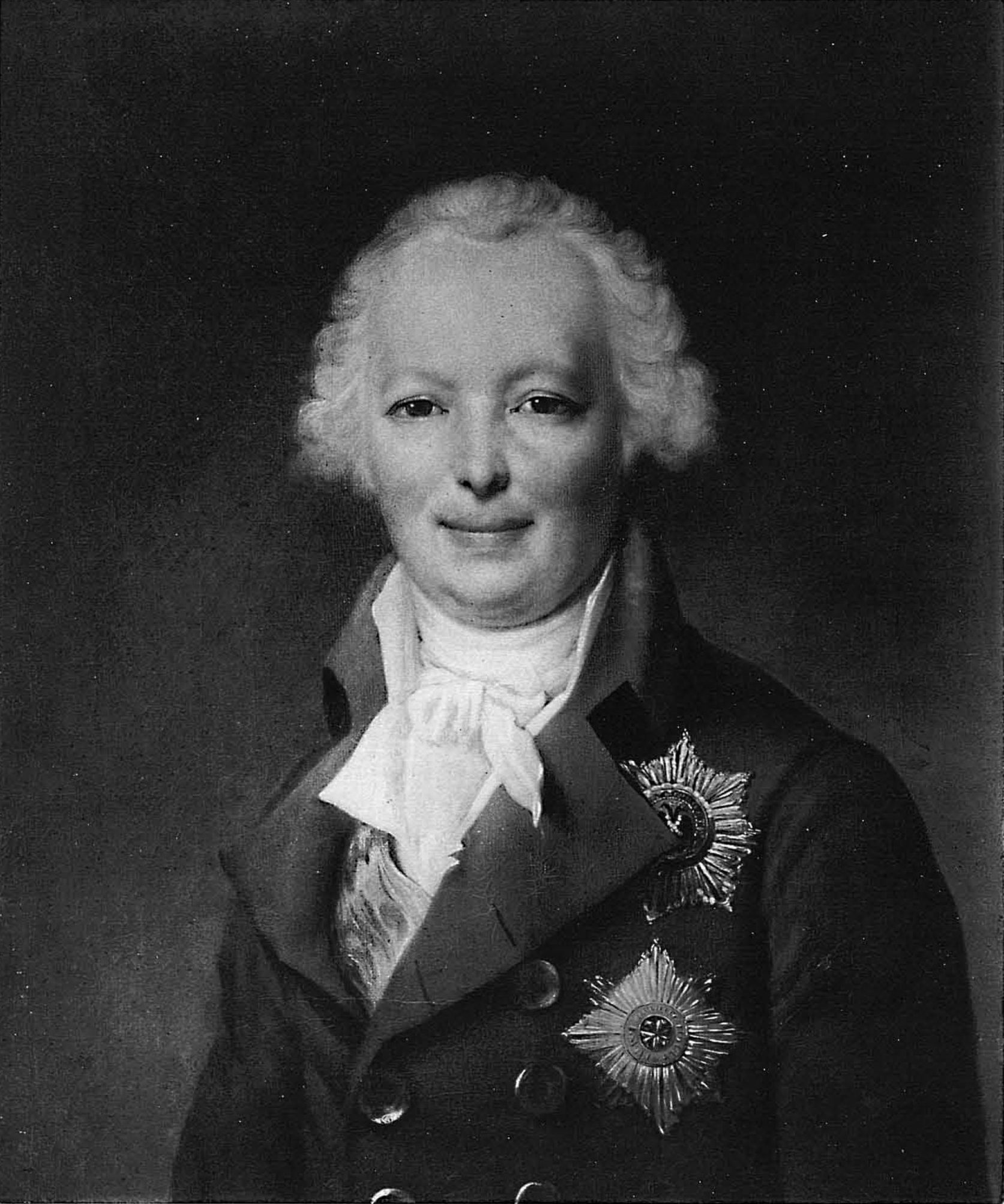
Arkadij Morkov.

Arkadij Ivanovitj Morkov (ryska: Аркадий Иванович Морков; på franska skrev han sig Markoff), född 6 januari 1747, död 29 januari 1827, var en rysk diplomat.
Morkov var 1771 legationssekreterare i Warszawa, 1774 legationsråd i Haag och underhandlare vid fredsförhandlingarna i Kutschuk-Kainardji samt blev 1781 minister i Haag. År 1783 utsågs han till minister i Stockholm, men först efter en beskickning till Paris, Italien och Wien samt till Danmark tillträdde han denna post i mars 1785. Redan i maj 1786 återkallades Morkov för att överta en post i ryska utrikesministeriet, men fick kvarstanna i Stockholm till slutet av oktober samma år. 
Morkov, som ansågs som en av Rysslands skickligaste diplomater, återknöt under sin stockholmsvistelse med stor skicklighet förbindelserna mellan ryska hovet och adelsoppositionen i Sverige och stod särskilt under riksdagen 1786 i intim förbindelse med den ivrigare, av Charles de Geer ledda gruppen av de så kallade "patrioterna".
Den ryske ministerns hus blev nu återigen, som under frihetstiden, en samlingsplats för svenska partimän, särskilt för missnöjda adelsmän. Genom mutor skaffade sig Morkov kännedom om viktiga statshandlingar rörande Sveriges försvarsväsen och finanser. Den svenska flottans tillstånd utspionerades av en dansk kaptenlöjtnant, som 1785 besökte Karlskrona och två år därefter genomreste Finland. I alla sina förehavanden iakttog Morkov dock en sådan försiktighet att han var ganska väl anskriven hos kung Gustav III.
Tillbaka i Ryssland blev han Aleksandr Bezborodkos högra hand och blev till slut ansvarig för Katarina II:s utrikeskorrespondens. När kejsarinnan dog 1796, pensionerades han och tvingades lämna Sankt Petersburg.
Då Alexander I besteg tronen 1801, blev Morkov utnämnd till ambassadör i Paris. I denna befattning förhandlade och slöt han med Talleyrand ett fredsfördrag 10 oktober samma år. Napoleon, mot vilken han var fientligt inställd, krävde att tsaren skulle kalla hem honom. Detta skedde i november 1803 och Morkov blev därefter medlem i Statsrådet resten av sitt liv.
Han förblev ogift, men hade en dotter med den franska skådespelerskan Sophie Hus, Varvara Arkadevna (1797–1835), som han erkände och gav sitt namn 1801.